# Словакистика
Словакистика (словацистика) — междисциплинарная гуманитарная дисциплина, изучающая словацкие язык и культуру.

## Ведущие российские научные центры
- Институт славяноведения РАН
- Исторический факультет МГУ
- Факультет иностранных языков и регионоведения МГУ
- Филологический факультет МГУ
- Филологический факультет СПбГУ

## Словацисты
См. Категория:Словакисты